# Aishō
Aishō (愛荘町, Aishō-chō) est un bourg du district d'Echi, situé dans la préfecture de Shiga, au Japon.

## Géographie

### Démographie
Au 1er décembre 2014, la population d'Aishō s'élevait à 20 725 habitants répartis sur une superficie de 37,95 km2.

## Jumelage
La ville est jumelée avec West Bend, États-Unis.